# BRP Florencio Inigo
Le BRP Florencio Inigo (PC-393) est le vingt-et-unième patrouilleur côtier de la classe Jose Andrada de la marine philippine. Il fait partie du lot III de sa classe, commandé par l’intermédiaire des ventes militaires à l’étranger (FMS) des États-Unis en 1995, et a été mis en service par la marine philippine en 1998,. 
Il a d’abord été désigné comme Fast Patrol Craft, mais plus tard a été redésigné comme une canonnière de patrouille « PG-393 » . Une autre reclassification a été effectuée en avril 2016, qui l’a redésigné comme le patrouilleur côtier « PC-393 ».

## Conception
Le navire a été construit selon les normes de la Garde côtière américaine avec une coque et une superstructure en aluminium. Il est propulsé par deux moteurs Diesel Detroit Diesel Corporation 16V-92TA d’une puissance combinée d’environ 2800 ch, entraînant deux hélices et donnant une vitesse maximale de 28 nœuds (52 km/h). L’autonomie maximale est de 1200 milles marins (2200 km) à 12 nœuds (22 km/h) ou de 600 milles marins (1100 km) à 24 nœuds (44 km/h).
Le navire était conçu à l’origine pour transporter un canon de proue Mk.3 de 40 mm, un mortier de 81 mm à l’arrière et quatre mitrailleuses de 12,7 × 99 mm OTAN (calibre .50),. Au lieu de cela, il est armé d’un chain gun M242 Bushmaster de 25 mm sur un affût Mk.38 Mod.0, de quatre mitrailleuses Browning M2HB de calibre 12,7 mm sur des affûts Mk.26, dont deux positionnées à l’avant et deux à l’arrière, et de deux mitrailleuses M60 de 7,62 × 51 mm OTAN (calibre .30), toutes deux montées au milieu du navire. Le navire peut transporter 4000 cartouches de 12,7 mm et 2000 cartouches de 7,62 mm. De grandes jumelles « Big Eyes » sont également transportées sur des supports trépied, l’un sur le gaillard d'avant et l’autre juste au-dessus du mât. Faisant partie du deuxième lot (PG-379 à PG-395), il est équipé d’un chain gun M242 Bushmaster Mk.38 Mod.0 de 25 mm que le premier lot de navires ne transporte pas,,.
Le patrouilleur est équipé d’un radar de recherche et de navigation de surface Raytheon AN/SPS-64(V)11, mais avec une antenne plus petite que celles utilisées sur les plus grands navires de la marine philippine,. Comme tous les autres navires de la marine philippine, il a été équipé du système de suivi des navires de la marine philippine (VTS) par le Naval Sea Systems Command.
Un bateau pneumatique semi-rigide de 4 mètres, propulsé par un moteur hors-bord de 40 ch, est rangé au milieu du navire.

## Historique
En novembre 2022, le BRP Florencio Iñigo a secouru le M/L Rihana, une vedette à moteur qui a été retrouvée en détresse à proximité de l’île de Sibutu, dans la province de Tawi-Tawi, avec huit passagers. Ces résidents des Turtle Islands avaient quitté l’île de Taganak et se dirigeaient vers Bongao, la capitale de la province de Tawi-Tawi. Cependant, de fortes vagues et une mer agitée ont causé des problèmes de moteur au navire. Un civil inquiet a rapporté la disparition du bateau à la station de surveillance du littoral de Bongao, qui s’est immédiatement coordonnée avec le groupe opérationnel naval de Tawi-Tawi. Le BRP Florencio Iñigo a été déployé par la marine pour mener les opérations de sauvetage des trois passagers, quatre membres d’équipage et du capitaine de navire. Les passagers secourus, dont une personne âgée, ont reçu une assistance médicale de la part de l’équipe de soutien médical. Lorsqu’ils ont été déclarés en bonne santé, ils ont été confiés à leurs proches à Bongao.
En février 2023, le BRP Florencio Inigo a réussi le sauvetage dans la mer de Sulu de 27 personnes d’un navire à coque en bois en panne, le M/L Rihana, qui battait pavillon philippin. Le colonel Romeo T. Racadio, commandant de la 2e brigade du Corps des Marines des Philippines, a attribué la réussite du sauvetage au patrouilleur côtier mais aussi à l’accord de coopération trilatérale (TCA) de 2017 entre l’Indonésie, la Malaisie et les Philippines, connu sous le nom d’INDOMALPHI, et aux efforts conjoints des centres de commandement maritime des Philippines et de la Malaisie pour ce sauvetage.
Le 9 septembre 2023, la marine philippine a secouru 175 passagers et membres d’équipage d’un navire en détresse dans la mer de Sulu. Un rapport des forces navales de l’ouest de Mindanao (NFWM) indique que le quartier général de la NFWM a reçu des informations sur un navire en détresse en mer près de l’île de Bolod. Le NFWM a alerté la base navale Romulo Espaldon à Bagong Calarian et a dépêché le BRP Florencio Iñigo pour secourir le navire. Avec l’aide de la station de surveillance du littoral, le BRP Florencio Iñigo a localisé le M/B Queen Shaiman à proximité de la partie orientale de l’île de Bolod et a secouru les 175 passagers et membres d’équipage à bord. Le navire avait appareillé de Sulu et se dirigeait vers Baliwasan lorsqu’il a rencontré des problèmes de moteur. Environ 80 passagers sont montés à bord du BRP Florencio Iñigo tandis que le reste des passagers est resté sur le navire qui a été remorqué vers la jetée Ensign Majini. Les passagers ont ensuite été transférés sur le BRP Ivatan (AT-298), un autre bateau de la marine philippine, à un point de rendez-vous à Basilan. Le contre-amiral Donn Anthony Miraflor, commandant du NFWM, a félicité le personnel du NFWM pour le succès de l’opération de sauvetage.
Le 1er octobre 2023, la marine philippine a déclaré que six de ses navires avaient mené avec succès leurs tirs d’essai et leurs démonstrations de capacités au cours d’exercices de tir naval au large de Basilan. Le BRP General Mariano Alvarez (PS-38), le BRP Nestor Acero (PG-901), le BRP Domingo Deluana (PG-905), le BRP Florencio Iñigo et les BA-485 et BA-487 de la 1ère Division d’attaque de bateaux ont participé à l’exercice au large de Basilan. La PN a précisé que l’exercice de tir avait eu lieu le 23 septembre à cinq milles marins au sud-est de l’île de Dassalan, à Basilan.